# Народни видари у Србији

А њих напретек. Препун стари Ниш таквих "лекара". И лекова свакојаких.
- Ааруни Баба лечи залогајем хлеба сажваканог.
- "Доктор" Станко намешта зглобове и лечи преломе.
- Берберин Салко "изазива крвављење помоћу рога, сече жиле испод језика и вади зубе руком"
- Кујунџија Мика вида заушке лепљењем плаве хартије око врата.
- "Доктор" Жика може све да излечи, нарочито полне болести мешавином љуте ракије, креде, барута и копај-балсама.
- Берберин Хаџи Стева зауставља крвављење из носа ушмркивањем прашка непознатог састава.
- "Ћелава" Марија справља мелем од Цаци и масти за лечење краста на глави.

Народни видари, ранари, „босоноги лекари“ у средњовековној и нововековној Србији биле су особе мушког или женског пола, емприци или самоуци чије се медицинско знање, заснивало на чињеницама, прикупљеним искуственим посматрањам. У Кини су у том период постојали народни видари, које су звали „босоноги лекари“ (кин: chijiao yisheng), који су слично српским видарима, били без факултетског образовања, а своје знање преносили су с „колена на колено“. Тако за народне видаре или „босонога лекаре” можемо рећи да су били саставни део средњовековне и нововековне култура усменога духовног стварања, културе памћења и преношења, култура усмених законика и медицинских зборника, многих цивилизација. Српски видари у Средњем веку су као и „босоноги лекари“ у Кини несумљиво били прихваћени као саставни део тадашње медицинске службе.
У средњовековној и нововековној Србији под Османлијским ропством, организоване здравствене заштите и школованих лекара није било, а болести, повреда (у многим ратним сукобима али и зулумима Османлија и српским бунама) и епидемија заразних болести било је на претек. Срби су помагали сами себи и својим укућанима и ближњима колико су знали и умели. Тако је зачета у кругу породице, настала народна медицина. Тако су настали народни видари, самоуци, потекли у народу, као лица која су из свог интереса и жеље да другима помогну почињали да се баве особама које су биле болесне или повређене. Није свако могао бити народни видар, за то је морао показивати посебну склоност или дар. Посао и вештине преносиле су се с „колена на колено“ прво у кругу породице, а касније и унутар неке заједнице. У таквим условима делатност видара несумњиво је била корисна.
Користећи своја или туђа искуства и сазнања, тек када би се више пута уверили да нека њихова метода помаже у лечењу, они су све више стицали самопоуздања, и настављали са дугогодишњим радом као народни видари. Ови српски емпирици, о којима се у народу нашироко причало, постајали су тражени и без икакве личне промоције, и само својим односом према болеснику и својом умешношћу, стицали су велику популарност. Тако се веома често истицао, код појединих видара, њихов завидан положај који су стекли у Србији захваљујући општедруштвеној и јавној оцени њиховог залагања.
А међу „народним (босоногим) лекарима“ поред видара били су и: бербери, врачари, бајалници, хоџе, свештеници, калуђери, травари, ранари владари ... И свакојаки преваранти: ... „разне скитнице, варалице ... који су долазили на сајмове, вашаре, пијаце и црквене славе ..“ жељни лаке зараде.
Поред српских видара, у народу су били цењени и путујући страни лекари — видари, калојатри („добри лекари“) и хећими. Калојатри у поробљеној Србији најчешће су били самоуки лекари Грци, који су говорили да потичу из Епира, а хећими  су били Турски лекари, међу којима је главни био Хећимбаша, први лекар у турској војсци.

## Појавни облици српске медицине
Српска медицина у средњовековном периоду, иако није имала својих школованих кадрова, користећи се достигнућима староседелаца Балканског полуострва и уз уважавање најауторитативнијих средњовековних прегалаца Византије, а нешто касније и Запада, пружила је свој максимум у здравственој заштити српских племена. У том периоду медицина је била мешавина магијске, анимистичке, теургијске, народне медицине, манастирске медицине (по доласку на власт Немањића) и на моменте и научне медицине.

### Магијска медицина
Будући да свака култура уједно ствара и теоријски систем који нам омогућава разумевање болести, антрополози се залажу да се и за лечења у незападњачким културама, која су се најчешће проучавала у склопу истраживања веровања и магије, користи термин медицина.

Прве зачетке традиционалне медицине код Срба налазимо у магијској медицини. Овај облик лечења био је заснован на магији – чаролији, враџбинама, вештини потчињавања вољи тајанствених сила природе, духова и демона, или веровању да човек својим речима и чинима може утицати на ток природних догађаја, па тако и на ток болести и заштиту од њих.
Гатање које је имало магијски карактер много је коришћено за оздрављење болесника, и заштиту од болести. Гатало се понекад и из погрешних побуда да здрава особа оболи или да се болесном погорша стање. У ову сврху служили су списи као: Рожданик, Трепетник, Громовник, Лунак, а најстарије познати списи потичу из 13. века и садржи упутства за гатање. Поред упутства садрже и кључ за гатање у облику крста.

### Анимистичка медицина
На веровању да нека невидљива духовна бића, тзв. аниме (анима – душа, дух), утичу на судбину човека па тако и на његов живот, здравље и болест, заснивала се анимална медицина. Она је подразумевала лечење засновано на ритуалима и техникама чији је циљ био да се умилостиве духови – аниме, зли дуси који угрожавају здравље и живот.
Веровало се и у постојање вампире и вештице, вила и речних духова, у вукодлаке. Најчешће су се користиле молитве против ђавоље работе, напасти вилинске, против нечастих духова, против завадљиваца и урока, код болести срца, против мора, чини и вештица, за лучење млека, или против рањавања стрелом или мачем.

### Теургијска медицина
Теургија (чин, чаролија, способност чињења чуда, видовитост), своје принципе лечења заснивала је на упражњавају молитве помоћу којих се покушавало заштитити здравље или постићи излечење болести.
Народ је вековима придавао значај сили излечења коју су поседовали поједини свеци (магијским комуницирањем са Богом) који су тако постали помоћници којима су се верници утицали на специфичне болести или тегоба. С једне стране се то се може обијаснити теургијским принципима, по којима је болест везана уз трансцендентално, а са друге чињеницом да против многих болести није било ефикасног лека ни лекара да помогне. Временом су тако неки свеци-заштитници, постали „специјалисти“ које је народ призивао или уско везовао уз одређене болести. Тако се нпр. св. Вид сматрао заштитником од очних болести. Популарности светаца доприносиле су молитве, народне изреке, али и заветне цркве и капеле са иконографским приказима на њиховим олтарима.
У теургијској медицини посебно је био цењен наменски исписан (преписан) текст или запис, дотеран, украшен или аранжиран према посебним правилима, који се стално носи са собом. Запис има далеко већу снагу од речи или молитве која се изговори наглас или усеби. Он са материјалном подлогом на којој се налази, зависно о знању и вештини аутора, често представља и уметничко дело према којем власник има посебан однос. Делотворне моћи таквих записа и веровање у њихов учинак, систематизација знања о мистичним својствима слова која се штампају, појединачно, у речима или целим реченичнима, представљају један од феномен или облик народне или теургијске медицине. Уопштено гледано може се рећи да било који текст надахнут односом човека према светом тексту, има свој теургијски смисао и циљ.

### Етномедицина или народна медицина
Као главни конкуренти црквеним лекарима, теозофима и теолозима који су се сматрали чуварима хришћанског морала били су традицијом „образовани“ људи из сеоског друштва (народни лекари) који су преносили са колена на колено знање о природним процесима, људској и животињској анатомији, старим обичајима и ритуалима и начинима борбе са болешћу и другим проблемима, која је била дубоко укорењена у свести и поштовању ширег, неуког и неписменог становниства.
Тако је настала етномедицина или народна медицина као скуп искустава и њихове практичне примена на очувању здравља, продужењу живота, спречавању и лечењу болести које је сам народ открио. Ова знања су стицана искуством и преносила су се са поколења на поколење, прво усменим, а потом и писменим путем. То је искуствена, емпиријска медицина, до извесне мере и стручна, али често прожета мистиком, сујеверјем, и конзервативним идејама, што је давало простора да се у оквиру ње инфилтрира магија, надрилекарство, шарлатанство које је понекад народу било тешко одвојити једно од других.
Наиме у оквиру народне медицине као скупу различитих поступака који се изводе у циљу лечења, олакшања или спречавања здравствених тегоба, без тражења помоћи научне медицине примењују се два различита поступка:
Лечење рационалним поступцима
Лечење рационалним поступцима заснива се на примени лековитог биља, средстава људског, животињског минералног порекла.
Лечење ирационалним поступцима
Лечење ирационалним поступцима заснива се на примени магијских и верских образаца и других ирационалних радњи.

Техника лечења или лек делују или не делују – били они „алтернативни“ или не. Међутим за разлику од „алтернативне медицине“, наука и, примењена медицина усавршиле су управо технике демаркације између праксе која је делујућа или то није. 
| „ | Одбијајући научни метод као средство провере корисности извесне праксе у лечењу, „алтернативна медицина“ одбија шансу провере истинитости својих навода – што оправдано наводи на сумњу у њене добре намере. Не постоји ваљана алтернатива проласку кроз научно вођене тестове и статистичку потврду и самим тим присуство или одсуство научног метода представља карактеристику од фундаменталног значаја за вредновање одређене праксе лечења. | ” |

Званична медицинска наука због одуства провере истинитости навода, одбацује већину поступака традиционалне (алтернативне и комплементарне) медицине и проглашава их за парамедицинске. Мада класична медицина као и традиционална медицина имају исти племенити циљ да помогну, да излече оболелог. У остварењу овог узвишеног циља оне би требало да сарађују. Медицинска наука, без обзира на недостајуће и потпуне доказе о ваљаности поступака традиционалне медицине, мора пажљиво да их истражује и, након валоризације, да их уграђује у свакодневну праксу.

### Научна медицина
Као посебна област природних наука у другој половини 19. века развила се научна медицина која користи научна достигнућа у очувању здравља, спречавању болести и њиховом лечењу.

## Области медицине које су се развијали у средњовековној Србији
У Србији под управом Немањића паралелно су се развијале најмање три области медицине: дворска, градска и манастирска.

### Дворска медицина
То је била медицина која се упражњавала на српском двору, од лекара који су једно време били у служби српских велможа. Међу познатијим лекарима били су:
- магистар Егидиус (лични лекар Стефана Уроша III Дечанског, 1326.),

- магистар Антоније из Монтефлореа (лат Magistar Antonius phisicus solariatus domini regis), лични лекар краља Душана,

- магистар Јаков (итал Magister Jacobus de protohonotarius miles medicine doctor) лекар у доба деспота Ђурђа Бранковића, око 1437. годинем

- Ангело Муадо (итал Angelo Muado phisis Georgii Volfi).[24]  лекар у доба деспота Ђурђа Бранковића, у вемену од 1429—1439. године.

### Градска медицина
Градска медицина се упражњавала у средњовековним градовима и њиховим градским болницама. Она је повремено попримала облике научне медицине. Већи део ове медицине упражњавали су лекари емпирци, самоуци, прави народни лекари у српској средњовековној традицији. Поред „видара“ и „ранара“ они су често називани и „калојани“ (или калојатри – „добри лекари“; јер су долазили из Епира) или „хећими“ (за време турске доминације) а касније „бербери“ (који су уз свој посао били вични и у вађењу зуба).
| „ | Посебан облик народних лекара су били људи обучени за „шароњање“. Име долази од посебно облика сечива/тестере који се зове „шара“ (отуда шароњање) којом се обављала трепанација главе. Колико је то било одомаћено нарочито у брдским деловима Црне Горе, у Кучима и Северној Албанији, доказ је да су записана и имена чувених шароњара, који су обављали тај чин као начин лечења неизлечивих главобоља. | ” |

### Манастирска медицина
Манастирска медицина у средњовековној Србији спроводила се у српским манастирима и њиховим болницама и школама. Иако није у техничком погледу била дорасла изазовима лечења она је максимално користила хришћанско човекољубље као основу своје делатности, што ће у наступајућим вековима помоћи медицини да постане једна од вештина која је помагала човеку не само у физичком превазилажењу проблема болести, него је у болеснику стварала осећај сигурности и припадања заједници.
Историјски посматрано, српаска медицина која данас има традицију дугу 800. година, своје дубоке корене везује за сина великог жупана Стефана Немање - Растка, који се умонашио под именом Сава, а касније проглашен за свеца (Свети Сава). Он не само да је имао смисла за практично и прагматично, већ је поседовао и одличне организационе способности. Свети Сава је је током боравка у Константинопољу 1198. године посетио византијског цара Алексија III и Порфирну палату са породилиштем и болницу при манастиру Свете Богородице Евергетиде, и након стечених искустава и знања, и по угледу на ову болницу, основао прву и најстарију болницу у Срба, болницу у Хиландару 1199. године. Болница која је у почетку имала 8 постеља. била је намењена за лечње оболелих калуђера.
Манастир Хиландар и болница у њему сматрају се и најстаријим школом за стицање медицинских знања и вештина. У њој је 1200. године је Сава написао Типик Болнице, такође по угледу на Типик цариградске болнице. У глави 40. Хиландарског типика „О болници и работајушћех болем“, био је детаљно регулисан рад болнице. Болница је имала послугу, грејана је а болесни су имали бољу храну. Лекови су справљани од лековитих биљака сакупљаних у околини манастира, или гајених у манастирској башти од семена које је Сава донео са својих путовања по Блиском истоку. Скоро сви српски краљеви великодушно су помагали болницу у Хиландару, а највише су то чинили краљ Милутин, цар Душан и кнез Лазар. За време боравка у Хиландару са царицом Јеленом и сином Урошем, 1346. године, цар Душан је наредио да се болници у Хиландару сваке године даје по 200 венецијанских перпера, како би болница била проширена са 8 на 12 постеља и поклонио јој је чамац за излов рибе. (15. априла 1406. у повељи деспотице Маре Бранковић о манастиру Хиландару говори се и о смештају губаваца у манастирској болници).

## Здравствене прилике у Србији под Османлијским јармом
Након пораза у Косовском боју, окончало се златно доба манастирске медицине Светог Саве, јер је са Османлијским освајањем пропада српска средњовековна држава, а са њом и свеукупни културни и медицински развој а медицинска веза према Европи биле су сасвим пресечена. Разорена, под Османлијским јармом, док је Европа далеко напредовала, српска средњовековна медицина стагнира а постепено и назадају све до краја 18. века. Највећи број болница у Србији је затворен, а најдуже су се задржале болнице у манастиру Милешева и Високим Дечанима. Османлије нису оснивале болнице у поробљеној Србији, али су у сваком граду саградили јавна купатила, хамаме.
Донесена од стране Османлија, исламска медицина била је само бледа слика јако цењене арапске медицине. У Србију су ретко и долазили учени лекари из Турске као нпр Хетвани Ахмедефендија средином 17. века. Срби су се једино могла ослањати на народну медицину и искуство лаика; хоџа, грчких и народних емпирика и других народних лекара (видари, ранари, травари), бербера, „мајстора“ (за намештање прелома и ишчашења) али и врачара и све бројнијих варалица. Тако је медицина у Србији, постала мешавина магијске медицине, етномедицине повремено са траговима научне медицине.
Иако је Средњи век, што се тиче српске медицине, дао и првог дипломираног српског лекара, Јована Апостоловића, који је студира на Медицинском факултету у Халеу и дипломирао 1757. године, од њега српски народ није имао користи јер практично никада није радио у српским земљама под Османлијама, а и прерано је умро, јер је био нежног здравља.
Почетком 19. века или на почетку Првог српског устанка у Београду Крагујевцу, Нишу... било је по неколико калоијатара, стално настањених или путујућих, а скоро свако српско село имало је свог видара или ранара.

## Принципи на којима се заснивао рад видара
Као неки од уобичајенијих разлога популарности народне медиицине и њихових видара најчешће се наводи недостатак организованог здравственог система, све до пред крај 19. века, а по некима и до данашњих дана. Па се мотиви за тражење помоћи од народне медицине могу сврстати у две категорије, позитивне и негативне. 
Позитивни мотиви.
У позитивне мотиве народне медицине можемо свртсати: нагласак на холизму, духовној димензији, активној улози пацијента, добром односу са терапеутом, саосећању, пријатном терапијском искуству и сл., 
Негативни мотиви
У негативне мотиви најчешће спадају: одсуство резултата лечења или немогућност излечења, велика смртност пацијената, одбацивање науке и технологије и сл.
Својим радом и вештином народни видари су управо стварали и усађивали код људи потребу да им се обраћају и онда када су били свесни да им они нису могли пружити одговарајућу помоћ. Видари су учење медицинских вештина преносили са генерацију на генерацију. Магичне формуле и технике лечења училе су се напамет и преносиле непосредно пре смрти свом наследнику или наследници (најчешће у породици). Скупљање биља и стицање знања о његовој лековитости, начинима припреме и лечењу био је дуготрајан процес посматрања и учења. Године рада уз искусну особу, најчешће из породице, уродиле би овладавањем вештине и изграђивањем сопствених метода, а управо је то њихова средина и очекивала од њих. На тај су начин стваране породице које су генерацијама обављале посао народног лекара и биле потпуно локално интегрисане. Тражење њихове помоћи у решавању различитих животних проблема истиче њихову улогу у животима појединаца, али и читавих сеоских заедница јер се на њих у селу увек могло рачунати.
Лечење српских видара (не и шарлатана и надрилекара) било је засновано на православно-хришћанској традицији, а као одлучујући фактор успеха узиман је у обзир управо етички контекст, односно да ли је нешто урађено у складу са моралним начелима и Божијим заповестима, при чему се болесник за исцељење обраћа Богу и свецима а не (као у случају примене магијског и анимистичког концепта стварности) безличној магијској сили или натприродним бићима претхришћанског или нехришћанског/парахришћанског порекла.
Народни видари су служили и као покриће, пред породицом околином и Богом за њихову немоћ у борби са болестима. На то је утицала перцепција болести сеоског становништва која је у пређашњим временима била битно другачија. Ради се о томе да за многе болести Срби нису ни знали да се могу лечити, па стога и нису ништа предузимали. Они су напросто прихватали велику смртност деце: Бог дао, Бог узео; или имали мања животна очекивања: није му било суђено. Позивање видара била је задња могућност и кад би болесник на крају ипак умро, могли су пред родбином и комшијама рећи: „чак смо и видара звали.“ Или би говорили да је неко умро зато што је помоћ стигла прекасно, и да је то потврда да им народни видар ионако није могао помоћи.

### Дијагностичко–терапијски принципи рада видара
Без обзира што су дијагностичко-терапијски елементи народних лекара-видара различити зависно о култури и периоду историјског развоја друштва, у њима се могу пронаћи и одређене константе. Значај који се придаје крви, утицају Сунца и Месеца на људско тело, начело аналогије као и супротности између хладног и топлог, јављало се као константа у многим културама, додуше на различите начине.
Народна медицина поседује лекове са позитивним дејством чија је вредност потврђена емпиријски, али и клиничким испитивањима. Исто важи и за поједине технике као што су нпр. мануелна масажа, намештање поломљених костију, вађење зуба и пуштање крви. То потврђује да је до многих сазнања у лечењу и позитивних искустава народна медицина дошла пре научне, тј. да су практичари народне медицине дошли до низа исправних претпоставки, на пример: 
| „ | Да код пада или снажног ударца у главу, треба обавити трепанацију, да трулих делова кости и меса и да их треба одстранити. Да код прелома ваља имобилисати кости чврстим завојем. Да ране треба чистити. Да мрену са ока ваља одстранити, а мокраћни каменац извадити | ” |

Међутим оно што је народним видарима при извођењу појединих операција и других третмана недостајало, је знање о узроцима болести, посебно о антисепси и инфекцијама, што је научна медицина утврдила релативно касно. Могли смо само пожелети да су народни видари а и лекари бар открили значај прања руку много раније него што је то било у деветнаестом веку Онада се народни видари па и многи не би врло олако припремали за хируршки захват, а и пацијенте нису довољно у хигијенском смислу добро припремала пре операције. Ево како се то обично радило: 
Али зато су код неких психичких обољења методе народне медицина имале стварне и трајне резултате, Они су почивали на чињеници да се психотерапија, једним делом заснивала и на томе да се људима помаже тако што им се пружа „то у шта верују“, а практичари народне медицине одлично су знали да то користе у терапији.
Дијагностика видара била је једноставна (у исто време „експертизна“!); одвијала се корак по корак, завршавала закључцима и на крају предузимањем мера. Њихови закључци и медицински савети били су попут оних једног од јунака из роман „Вандеја се буни (деведесет трећа)“ Виктора Игоа  Телмара, за кога писац каже да је „помало намештач уганулих удова, помало лечник“, који познаје траве, користи се биљем, кога су „сељаци,“ како вели сам Телмар „гледали како се задубљујем у маленкост, па ме сматрају за вешца.“
| „ | Сељанку, мајку, дојиљу, транспортуј до своје „јазбине“, лечи мировањем, дијетом, травама. Допуњава дијагнозу: није реч о једној него о две ране са исте стране, у непосредној близини; обе од куршума, обе прострелне. | ” |

Иако је видарима дејство биљака било познато на основу искуства која су усмено преношена или писаних дела учене средњовековне медицине (Хиландарски медицински кодекс, лекаруше и јатрософије), у практичној примени њихова ефикасност у лечењу болести најчешће је била ограничена. Ако узмено у обзир да је и чудесно исцељење средњовековне медицине, било засновано на видно ограниченом успеху, онда не изненађује што је то чудесно излечење често изостајало и код народних видара. Ако пажљиво анализирамо лекарушу Ходошки зборник утврдићемо да је употреба „биља“ комбинована са различитим молитвама и магијским радњама које је требало изговорити или извести.
Како би терапију учинили што ефикаснијом, неки су видари давали болесницима обајану траву или изговарали магијске формуле док чисте ране. Увођење молитве и бајања у средњовековне и нововековне рецепте манастирске медицине и праксе српских видара, није одлика само емпирика и локалних видара, већ и „учених“ познавалаца медицинске теорије, школованих на универзитетима широм Европе. И по једнима и по другима, као што сваки лек у свом опису има одређена својства помоћу којих се лечи болест, тако и свака од изговорених молитава на специфичан начин је доприносила излечењу одређене врсте болести.
Европски лекари, у истом временском периоду када су Србијом неприкословено владали видари и дуги народни „лекари“, били су склони да као вид лечења пропишу и поједине молитве. Тако је у многим рецептима тражено од болесних и читање молитава, нпр. Pater Noster и Ave Maria, и разних других упућених светитељима, веома често уз употреба различитих бајалица и амајлија (све у зависности од тежине болести).
| „ | Занимљив је и податак да је у Котору у време куге, 1526. године, извесни лекар Иван Меднић прописао болесном не само лекове које је лично направио већ и читање молитава упућених Богу и Св. Себастијану, заштитнику од ове опаке болести. | ” |

У сваком случају, приликом разматрања принципа рада српских видара и њихове употребе облога од меда, екстраката или делова биљака, минерала у медицинске сврхе, треба имати на уму, да су они доста вешто у појави неке болести препознавали не само њене овоземаљске узроке већ и Божју вољу и зато је њихова пракса и лечење било у блиској вези са веровањем у Божанску интервенцију. Тако је, употреба биља у лечењу токо средњег и новог века морала увек да буде у контексту са хришћанском (православном) религијом и широко распрострањеним веровањем у делотворност молитава упућених Богу и божанским силама, анђелима и светитељима.
Како се лечење видара добрим делом заснивало на лековитом биљу, које није било доступно у свим крајевима Србије (посебно у зимским условима) народни видари су у њиховом окружењу оснивали баште где се гајило а потом и сушило биље, од којег су припремани лековити напици или облоге. Појединци су своје искуство уз помоћ писмених људи стављали у „књиге“ које су касније представљале зачетке фармакопеје.
У народној медицини Србије као посебна струка постојала је и група људи обучених за „шароњање“.  или трепанацију костију главе. 
| „ | Колико је шаровање било одомаћено нарочито у брдским деловима Црне Горе, у Кучима и Северној Албанији, доказ је да су записана и имена чувених шароњара, који су обављали тај чин као начин лечења неизлечивих главобоља. | ” |

### Видарице у народној медицини
У српској народној медицини вековима су жене биле видарице, вештице или исцељитељице. Народ их је називао „мудрим или вештим женама“ а хришћанска црква и власти вештицама и шарлатанкама. Вештице видарице биле су једине медицинске практичарка које су помагале сиромашнима без доктора и болница, а биле су уско повезане уз труднице и њихов порођај и неговање новорођенчета.
Методе лечења вештица видарица, као и њихови резултати лечења полазили су од емпиријских метода: од ослањања на сопствена чула, а не на медицинску доктрину или хришћанску веру. Оне су веровале у процес и грешку, узрок и последицу. И док се средњовековна медицинска теорија заснивала на учењима античке и римске медицине, и често дисцанцирани од болесника они су своја истраживања више заснивали на логици него на посматрању, видари и видарице су своја знања стицале на емпиријском посматрању у сталном контакту са болесним народом.
Вештице видарице су обављале побачаје, неговале болеснике, биле саветнице породице и болесника, али и народне апотекарице, које су у својим баштама култивисале лековито биље и чувале и размјењивале тајне њихове употребе.
Биле су и бабице, и путујући од куће до куће, од села до села порађале жене. Ове „мудре жене“ без докторке без диплома, учећи једна од друге и преносиле су властита искуства и усмена знања са мајке на ћерку или најближе у породици.
Међу вештицама видарицама или „мудрим женама“ постојале су и тзв. „веште жене“ приучене за изазивање побачаја. Терапију се обављала дизањем претешких терета, скакањем, гречењем или парењем трбуха. Повремено су ове веште жене побачај обављани применом игала за плетење, вретена за ткање или гушчијег пера у току којег је долазило и до насилне руптура или тешких повреда материце, које су за последицу имале губитак плодности, секундарну инфекцију, врло често са смртним исходом („бабиња грозница“). Посебан облик побачаја нерођене деце било је умеће да се побачај изазове чајем од отровних трава; то се објашњавало тиме да су тела малишана крвави гурмани који траве прождиру као специјалитете.

### Етика и терапеутски кодекси за рад видара
Настајањем и развојем медицине као посебне друштвене делатности настајала је и медицинска етика. Установљаване су истовремено правне норме којим а се прецизирало понашање исцелитеља и медицинске професије. На почетку су те норме имале уопштени карактер, усклађене су биле са обичајима друштвене заједнице и одређивале су статус и оквире понашања исцелитеља, односно лекара још од преисторије. Са настанком првобитног класног друштва (родовске заједнице), морала се појавити као друштвено - историјска неопходност и исцелитељска (лекарска) етика, јер се у оквиру хумане медицинске делатности морао уредити неравноправан положај болесника у насталом класном друштву. Тако је и на простору Србије настало друтвено профилисање пожељне личности народних исцелитеља (лекара) које није било могуће током школовања (јер за то у средњовековној Србији није било услова) већ кроз вршења праксе народних видара (лекара). Тако се у Србији почев од народних исцелитеља-видара, зачела претходна квалитетна основна структура личности будућег српског лекара.
На овим основам је у 18. и почетком 19. века у народу и међу српским исцелитељима почела примене разних терапеутски кодека за рад световне медицине: 
- Григорићев кодекс,
- Врачебни типик,
- Босански кодекси из 1749,
- Годовички кодекс,
- Пиротски кодекс
- Сопотска лекаруша из 1854. године.

Свим кодексима заједничко је то што воде порекло од Ходошког зборника и „Јатрософији о вскаој вешти“. Све то представљало је тежњу нашег народа да у границама културно-економског степена развоја, знања и могућности исправи и побољша бројне злоупотребе које су постојале у народној медицини и раду видара. А злоупотреба је у Србији било на све стране, од свакојаких, скитница, варалица...који су посећивали вашаре, пијаце, црквене славе, не би ли разним преварама, на муци болесника зарадили који грош.
У том периоду има пуно простонародних савета и упутстава народне педагогије и превентивне медицине, тзв лекаруша, које су често биле збирка бројних искустава народних видара, како да до болести или дефектности не дође (ваља се, не ваља се). Тако су настале и народне изреке, и правила понашања које су објашњавале животну филозофију многих стања.

### Накнада за рад видра
Ако се самоукост видара подразумевала као дар Божји, онда се на њој није заснивао и видарски ауторитет. Тек богатство за њихов труд их није чекало, као ни да ће њихови исцелитељски напори уродити плодом. Локални видари су обично већ познавали породичну ситуацију болесника. Људи су се са њима дружили без обзира да ли су они тражили њихову стручну помоћ или не. Како су делили исту друштвену средину, користили исти језик у комуникацији са пацијентима, највећи број видра није тражио награду за своја видарска умећа, али је разумљиво да им се на неки начин ваљало одужити.
Јер „…што се поштења тиче, многи видари за свој труд нису тражили никакву плату, па ако њихово знање и лечење не помогне, и болесник умре они су се „стидели“ и нису од болесникове родбине тражили „награду“ за свој труд. Јер по неписаном правилу у Србији они који примају новчану награду никад не одређују цену, већ награду прихватају у складу са могућностима болесника. Међутим, такође се подразумевало да се тај износ увећавао са угледом народног видара.
Међутим неки видари не само да су наплаћивали своје услуге већ су ступали и у облигационе однсое и са корисницима здравствених услуга и склапали уговоре, о чему налазимо доказ у овом запису:
| „ | Леп пример представља један дубровачки документ од 6. новембра 1447. године, у којем је детаљно разрађен уговор између видарке Владане Добрашинове из Дубровачке жупе и извесног Витала магистра Исака, Јеврејина из Барија (Vitalis magistri Isaach, Judeus de Bari) према којем Владана прихвата да за новац исцели рану на нози Виталовом сину. У уговору је забележено да је она била дужна да уколико отац током лечења одведе сина кући у Бари, обезбеди биље – herbas sive medicinas – помоћу којег је лечила пацијента, а које је несумњиво потицало са обала источног Јадрана. | ” |

Код видара травара ствар је била другојачија. Како пише Васа Пелагић у свом „Народном учитељу“ (1940), 
| „ | Код видара рецепташа (травара), у већини случајева ствар је била сасвим другојашија. Они су тражили, тј. морало је да им се платити за њихов долазак, рецепт и лек, па било то од користи или не. Разлика између рецепташа, који су пре давања лека уѕимали новац, видари су били у хуманијем односу према болеснику, јер „видарину“ нису тражили већ им се она давала драговољно, по успешном лечењу. За лек се, зар не, не каже хвала. Ова врста традиције долазила је у сукоб с праксом великог света, у коме је лекар занатлија. Преглед кошта, лек кошта. | ” |

Постојали су и комерцијално оријентисани видари који су путовали од сајма до сајма, од села до села и тамо нудили своје медицинске услуге. Најчешће су то били путујући сеоски бербери. Непостојеће медиицинско звање надокнађивали би спољним симболима (бела одећа, инструменти, ауторитативан и арогантан став) који су код пацијента требало да изазву повјерење засновано на перцепцији лекара као стручњака. Поједини практичари народне медицине, наиме, желели су што је могуће више да изгледају као лекари и зато су инсистирали на оне ствари које асоцирају на стереотипну представу лекара.

## Виђенији видари (видарице)
Далеко најпознатији видари у Србији под Османлијама били су:
Деруни Баба
Према народним предањима Деруни Баба, који је радио као Божији угодник по Мухамедовим законима имао је такве способности:
Ћиру Мана и Хећим Тома
| „ | ... да није било молбе коју Бог не би хтео Деруни Баби испунити ... био је тако лековите руке да је могао извидати од сваке болести ... | ” |

У предању је остало да је Махмуд паши, заповеднику Нишког пашалука, предвидео дан смрти. Његов гроб крај градских београдских врата порушен је 1883. године.
У том периоду у Србији није било особе која није знала за Ћиру Ману (што значи госпођа мајка) и њеног сина Тому Хећима (што на турском значи лекар). Тома који је био београдски кафеџија, као народни видар превазишао је своју мајку и постао је славнији од ње јер је лечио Милоша Обреновића 1807. године од седамнаест рана задобијених приликом јуриша на Ужице. Многима је помагао и у првом и другом српском устанку, па му је у знак признања за његове заслуге у ратовима са Османлијама кнез Милош доделио пензију.
Хећим Тома и Кира Мана успешно су излечили капетана Радича Петровића, Бимбашу Конду (који је током јуриша на Београдску тврђаву задобио пет рана), затим војводу Лазара Мутапа и многе друге устанике у Првом и Другом српском устанку.
Хећим Тома и његова мајка наставили су да раде као народни видари и у Кнежевини Србији у време владавине кнеза Милоша. Кира Мана је умрла 1833, а хећим Тома 1848. године од пегавог тифуса, у Панчеву, где је тренутно затекао док је лечио рањенике из Мађарске буне.

## Танка линија између видара и надрилекара
Надрилекартво представља „лажно или незналачко представљање медицинским стручњаком, или особом која се прави, професионално или јавно, да има искуства, знања или квалификација које не поседује; шарлатан“. Да би неки случај био одређен као и надрилекарство и превара, надрилекар мора бити свестан свог погрешног представљања користи и ризика понуђених медицинских услуга (а не, на пример, промовисање неефективног продукта, у чију ефикасност особа искрено верује,као што је то случај код народних видара).
Понекад је тешко раздвојити оне који намерно промовишу недоказану медицинску терапију од оних који то грешком чине, па је у средњовековној и нововековној Србији необразованом народу било немогуће да одреди и оптужи неког за надрликераство или некога народног лекара назове „нарилекаром“ што није исто што и оптужити ту особу за обаваљање медицинске преваре.
Надрилекарство је и велики етички проблем, јер поред промовисања користи коју болесник не може разумно очекивати да ће се догодити, надрилекарство такође подразумева и ризик који пацијенти могу несвесно изабрати као замену за терапију која би им највероватније помогла, у корист неефекисних облика лечења који су им препоручени од „надрилекара“.
Да је наспрам малобројних „школованих“ видара у Србији све до данашњих дана постојала и непрегледна плејада оних других, „надрилекара“. Професор др Милана Јовановић – Батут, пишући о овом проблему навео је ове примере:
| „ | Доста нам их је (надрилекара), сложићемо се, после Турака као немила баштина остануло, но не мало их је и настануло, убрзо потом. Чим какав ислужени болничар, заправо онај који у санитетско-болничкој чети свој кадар одслужио, дође кући – одмах је доктор. Лекова увек имају. Накупе их током свог рада у болници. Надрилекарство је попут хидре. | ” |

На изглед доброћудне, безазлене, донекле ограничене природе, „надрилекари“ су били убеђени да својим искуством и здравим расуђивањем могу болеснику делити медицинске савета. Па чак иако су све то чинили у најбољој намери и без икакве личне користи, ризици по болесника су били велики.
Поред ових простодушних надрилекара било је и оних... „самозванаца много насртљивијих и опаснијих“. Они су се служили лукавством, преваром и са предумишљајем искоришћавали лаковерност необавештеног народа. А како ће проћи болесник и завршити се лечење није их много занимало. Јер када би угрозли живот болеснику, кришом бежали, или налазили стотину изговора да се одбране. Они су у бављењу надрилекарством тражили сигуран начин да се на брз и лак начин обогате, а не да помогну болесној особи.
Да је „лакарски занат“ у Србији до средине 20. века био најзаступљенији, најбоље илуструје наш еминентни лекар и професор Милан Јовановић – Батут:
| „ | „Завиј прст, прођи селом, па ћеш видети колико у Србији има лекара“ | ” |